# Emil Odebrecht
Emil Odebrecht (Jacobshagen, atual Dobrzany, 29 de março de 1835 — Blumenau, 6 de janeiro de 1912) foi um "engenheiro-geodesista" e cartógrafo que emigrou em 1856 de Greifswald, Pomerânia, no norte da Prússia (atual Alemanha), e se estabeleceu na Colônia São Paulo de Blumenau de Santa Catarina (Brasil), onde se tornou uma das mais destacadas figuras da história regional.
Atuou na abertura de estradas e demarcação de lotes (agrimensura e loteamento) no Vale do Itajaí, possibilitando o desenvolvimento de diversas cidades e a comunicação entre o vale e o planalto catarinense, fato que o torna o primeiro não indígena a passar em diversas regiões do Alto Vale do Itajaí. Seu trabalho ao longo dos anos o transformou num dos colaboradores mais importantes do Dr. Blumenau.
Posteriormente, trabalhou no Departamento de Telégrafos, no estabelecimento de linhas telegráficas em Santa Catarina e no Paraná. Abriu com seu nome a lista dos voluntários de Blumenau para a Guerra do Paraguai, alcançando o posto de tenente. Participou intensamente da vida social da cidade, tendo sido sócio-fundador do Theater Verein Blumenau (atual Teatro Carlos Gomes) e do Schützenverein (atual Tabajara Tênis Clube).
Casou em 10 de Fevereiro de 1864, em Blumenau, com Bertha Bichels e deixou 15 filhos e 77 netos, que ao longo dos anos formaram uma descendência de mais de 1.300 pessoas. Alguns deles são nomes de destaque no país, como os filhos Oswald, Woldemar e Rudolf Odebrecht, donos de importantes casas comerciais no Vale do Itajaí no início do século XX; o filho Adolf, que fez diversos levantamentos geográficos no Planalto Central do Brasil; o neto Emílio Henrique Baumgart, introdutor do concreto armado no Brasil e o bisneto Norberto Odebrecht, ex-presidente da Organização Odebrecht (atual Novonor) em Salvador, Bahia.

## Origens
- A família é originária de Greifswald, na Pomerânia. Os registros mais antigos datam do século XIV, com genealogia iniciando nos primeiros decênios do século XVII,
- Diversos antepassados foram pastores, médicos e juristas, sendo muito influentes nas cidades de Greifswald, Anklam, Stettin e Wolgast,
- Nasceu em 29 de março de 1835 em Jacobshagen, hoje Dobrzany – Polônia,
- Filho de August Odebrecht e Albertha l´Oeillot de Mars, de ascendência francesa,
- Teve 4 irmãs e 1 irmão, e mais 4 que faleceram bebês.

## Emigração
- Em 1856 com 2 amigos, Gustav Mellenthin e Heinrich Kreplin,
- Por recomendação do Dr. Blumenau voltam para completar seus estudos,
- Emil presta serviço militar e estuda Geodésia, Astronomia e Cartografia, formando-se engenheiro pela Universidade de Greifswald, fundada em 1456,
- Em fins de 1861 Emil e Heinrich voltam ao Brasil, trazendo equipamentos topo-geodésicos e cartográficos,
- Durante o período de estudos na Alemanha:
  - Adquire um lote em Blumenau em 1858,
  - Solicita sua naturalização em 1857 e a recebe em 1859.

## Primeiras explorações
- No início de 1862 faz explorações e demarcações nas imediações de Blumenau e Gaspar,
- Em agosto de 1862 levanta a região do Rio do Testo, Pomerode,
- Em 13 de fevereiro de 1864 o Kolonie Zeitung informa que Odebrecht havia encontrado um local para ligar Blumenau a Joinville, o Passo Concórdia, pelo Rio do Testo ao Rio Cerro e Rio da Luz.

## Primeira exploração ao Planalto
Parte no dia 14.01.1863 na sua primeira expedição para fazer o levantamento da bacia do rio Itajaí-Açu, para encontrar o caminho para a serra, em direção a Curitibanos- SC. Retorna a Blumenau em 21 de fevereiro. Tem então 28 anos e está há pouco mais de 1 ano no Brasil. O grupo é formado por 8 pessoas, entre elas Hans Breithaupt e o futuro sogro, Heinrich Bichels. Não chegam ao planalto, pois por engano, sobem o Rio Itajaí do Norte, ou Rio Hercílio.

## Casamento e filhos
- Casou em 10.02.1864 com Bertha Bichels, que havia imigrado com pais e irmãos em 1857. Tiveram 15 filhos, mas 2 faleceram bebês,
- Em 15.12.1864 nasce Edmund. Casou-se com Cäcilie Altenburg e teve 11 filhos e 28 netos. A família se estabeleceu em SC, PE, BA, RJ e PR. Um dos netos é Norberto Odebrecht, nascido em Recife, Pernambuco,
- Em 20.06.1866 nasce Mathilde. Casou-se com Gustav Baumgart e teve 12 filhos e 20 netos. Gustav foi destacado comerciante em Blumenau. Seu filho Emílio Henrique Baumgart, neto mais velho de Emil, é o “Pai do concreto armado do país”,
- Em 20 .05.1868 nasce o terceiro filho,  August. Teve cervejaria em Timbó e viveu isolado no PR por muitos anos,
- Em 05.10. 1869 nasce Oswaldo. Casou-se com Else Voigt e teve 9 filhos e 23 netos. Importante comerciante em Apiúna e Barra do Trombudo no início do século XX,
- Em 26.02.1871 nasce Rudolf. Casou-se com Theodora Kleine e teve 5 filhos e 22 netos. Primeiro comerciante em Rio do Sul e grande industrial da madeira,
- Em 08.05.1872 nasce a segunda filha, Helene. Casou-se com Rudolf Altenburg e teve 10 filhos e 14 netos. Ele era filho de Louis Altenburg, importante comerciante em Gaspar. Estabeleceram-se no RJ,
- Em 01.06.1874 nasce  Clara. Casou-se com Otto Hosang e teve 12 filhos e 29 netos. Ele era filho de Heinrich Hosang, 1° cervejeiro de Blumenau. Fixaram-se em Taió,
- Em 1875 e 1876 nascem 2 bebés, mas  falecem em seguida,
- Em 13.03.1878 nasce Auguste. Casou-se com Albert Zimber e teve 7 filhos e 14 netos. Ele construiu grande casa de negócios em Morro Pelado (Apiúna), a atual “Casa Azul” mantida pela Uniasselvi,
- Em 06.09.1879 nasce Waldemar. Casou-se com Alma Hasse, após seu falecimento com Agnes Kaspareit. Teve 7 filhos e 19 netos. Dirigiu a casa comercial no Morro Pelado até a década de 1960,
- Em 15.6.1881 nasce Edgar. Em 1910 instalou a primeira ferraria de Rio do Sul. Era agrimensor prático e participou expedição do Rio Tocantins com o irmão Adolf,
- Em 05.10.1882 nasce Adolf. Casou-se com Almerinda Ribeiro Nogueira e teve 1 filho e 2 netos. Formou-se como Agrimensor pela Escola Politécnica do RJ em 1908. Fez diversas expedições como a descida de Jaraguá a Belém, Rio das Almas, Maranhão e Tocantins. No livro de Leolídio Caiado, de 1952, consta que teria estabelecido 1/3 das coordenadas do Brasil,
- Em 25.09.1884 nasceu AnneMarie. Casou-se com Hermann Gutsch e teve 1 filho e 1 neta. Ele era músico. Fixaram-se no RJ,
- Em 07.10.1886 nasceu Hedwig. Casou-se com Olympio Miranda Junior e teve 2 filhos e 5 netos. Ele foi pioneiro da agencia marítimo de Itajaí.

## Segunda expedição ao Alto Vale
- Parte em 13 de Maio de 1864 e chega ao Planalto juntamente com o colega Kreplin, que mais tarde residiu por muitos anos em Lages,
- Foram os primeiros homens não nativos a percorrer o Alto Vale, margeando o Rio Itajaí, Rio do Oeste e Rio Taió,
- No seu Ofício, o Dr. Blumenau fala que “a contenda existente com a Província do Paraná sobre os mútuos limites deste mapa não deixaria de ser um documento de grande peso.“

## Guerra do Paraguai
Encarregado por Wendeburg, Odebrecht substituiu o Dr. Blumenau, organizando o contingente de voluntários de Blumenau para a Guerra do Paraguai. Entre os oficiais do corpo de voluntários de Santa Catarina estavam: Alferes Sametski, Tenente Odebrecht, Capitão Viktor von Gilsa, Alferes Seckendorf e Hoffmann. Partiram em 5 de outubro de 1865. Participou como tenente do contingente dos soldados germânicos, no 9º corpo de Voluntários da Pátria.
No início de 1866 os voluntários de Blumenau, Joinville e Brusque atuaram na canhoneira Araguari sob comando do 1°  Tenente von Hoonholtz, o Barão de Tefé. Em maio Emil é destacado para guarnecer a Ilha de Cerrito, depois contrai febre palustre e retorna para Blumenau onde chega em Dezembro.

## Terceira expedição ao Planalto
- Em janeiro de 1867 é encarregado de dividir os lotes da Colônia Príncipe Dom Pedro, local de grandes conflitos, na região do Itajaí-Mirim, tarefa na qual permanece por pouco tempo,
- Em 8 de maio parte para a sua terceira grande expedição. Passa por Itajaí, São José, Bom Retiro, Lages e Curitibanos. E na volta por Serra do Ilhéu, Serra Velha, Areia Branca, Volta Grande, Pinhalzinho, Mirim Doce, Barra do Taió, Rib. da Erva, Rio do Oeste, Laurentino e Rio do Sul. Passam 87 dias na selva,
- Cita Lucindo Alves (Rio Marombas) e Adam Götten de Curitibanos,
- Os campos do planalto lhe trazem lembranças das planícies pomeranas,
- Traz um caranguejo do rio Marombas para Blumenau, o qual é  denominado Aeglea Odebrechti por Fritz Müller,
- Relata a lenda do “minhocão”,

## Outros trabalhos
- Foi membro da banca examinadora de agrimensura de Florianópolis,
- Em novembro de 1870 é encarregado de levar o relatório dos prejuízos da enchente ao Presidente da Província,
- Em meados de 1870 faz melhorias e nivelamento da estrada de Blumenau a Barra do Rio, em Itajaí
- Gustav Stutzer acompanha Emil numa expedição em 1871,
- Entre 1870-80 faz medição da profundidade da baía de Porto Belo, para possível instalação de um porto,
- Entre Abril e Julho de 1873 é encarregado de fazer medições nas terras dotais da Princesa Isabel e Conde d´Eu no Vale do Itapocu,
- De Fevereiro a Maio de 1874 faz detalhado levantamento topográfico do Alto Vale. Sobe por Subida, Salto Pilão, Braço do Sul, Rio Trombudo, Rio das Pombas e Rio Taió. Cita Rio Taió, Salto Grande, Marco da Pitanga, Marco do Coqueiro, Campo do Lucindo Alves, Campo do Patrício, Barracão do Justo, Campo dos Cervos, Campo do Cassador e Curitibanos,
- Faz mais uma expedição ao planalto entre outubro-dezembro de 1876,
- Pesquisadores como os professores Harry Wiese e Lino João Dell Antonio , sugerem que Emil Odebrecht tenha feito a terceira expedição, descendo (e não subindo, de Blumenau) pelo Rio Taió, depois de passar por Lages, no Planalto Serrano. Nesta ocasião, Emil e seus companheiros passaram muitas privações, inclusive pelo frio que fazia e a proximidade de índios, que foram avistados do alto do Morro do Funil, batizado por ele, devido a semelhança. La do alto, olhando pela direita, teriam visto uma grande vegetação de pinheiro brasileiro ainda em fase de crescimento, batizada de Pinhalzinho. Para espanto da diminuta comitiva, muitas aves de rapina Urubu estavam voando sobre aquela região, alimentando-se dos corpos de centenas de índios. Era evidente que a poucos dias havia ocorrido um sangrento combate entre tribos inimigas, que estavam no local a procura de pinhão, para alimento. Com cautela, Emil e sua equipe desceram pela direita Morro do Funil, sem barulho devido aos índios das proximidades. Atingiram depois o Rio Taió, seguindo seu curso, a chegaram no encontro do Rio Itajaí do Oeste, onde pernoitaram. Neste local, no centro da cidade de Taió, existe uma praça denominada dos "Pioneiros" como homenagem. No dia seguinte, iniciaram a fase final desta viagem que mostrou a nascente do Rio Itajaí, chegando depois a Blumenau.
- Em 22 de Novembro de 1877 é nomeado Diretor-adjunto da Colônia Azambuja e Urussanga onde permanece por um ano,
- No início de 1879 faz novamente melhorias e explorações na Serrastrasse,
- Apesar de transitável desde 1878, o picadão necessita de melhorias, no entanto a comissão é desfeita e Emil fica desempregado em julho de 1879.

## Nos telégrafos
- Por indicação direta do Dr. Blumenau ao Barão de Capanema, é nomeado inspetor de segunda classe na Repartição Geral dos Telégrafos em 11.09.1881, passando a ocupar-se da elaboração de cartas geográficas e linhas telegráficas em SC e PR onde permanece até fins de 1888,
- De setembro de 1881 a abril de 1882 conclui o estabelecimento da linha telegráfica de Joinville-Morretes,
- Com o Eng. Leopoldo Weiss trabalha em 1882 na locação e implantação da linha telegráfica de Curitiba até Guarapuava,
- É promovido a Inspetor da Repartição dos Telégrafos, fica subordinado diretamente ao Barão de Capanema,
- Em 1883 realiza expedição de exploração do rio Iguaçu a partir de Salto Osório. Faz o reconhecimento da foz do Rio Santo Antônio e das Cataratas do Iguaçu,
- Torna-se em 1884 a primeira pessoa a fazer o reconhecimento da foz do Rio Peperiguaçu. Faz o levantamento geográfico do Rio Uruguai, desde a foz do Rio Passo Fundo até e Salto Manomá e a expedição da foz do Rio Ivaí, Guaíra, Foz do Piquiri, foz do São Francisco e do Iguaçu,
- Em 1887 é nomeado auxiliar de Capanema na Comissão de Limites Brasil – Argentina para por fim à Questão de Palmas,
- E no ano seguinte é promovido a engenheiro-chefe da Repartição dos Telégrafos do Distrito de Santa Catarina, função que ocupou até aposentar-se em 1897,
- Em 1889 inicia a construção da linha telegráfica de Itajaí a Blumenau que será concluída em 09.07.1890,
- Em 1893 determina a linha de Blumenau até Brusque e Lages, essa última inaugurada somente em 08.04.1897,
- No início de 1885 inicia o levantamento do Rio Santo Antonio da foz até a nascente e do divisor de águas entre Campo Erê(Brasil) e Campina do Américo (Argentina),
- Durante 1886 efetua o levantamento geográfico do Rio Peperiguaçu da foz até a nascente.
- Viaja ao Rio de Janeiro onde realiza nos dias 20 e 22 de dezembro duas conferências para a Comissão de Limites Brasil-Argentina,

## Projetos de ferrovias
- Em 1882 é consultado para estudar a linha de uma ferrovia de Blumenau a Joinville e São Francisco do Sul
- Passam-se dois anos e o projeto é ampliado com o objetivo de ligar São Francisco a Porto Alegre, a Ferrovia Dom Pedro I. Ele seria responsável pela implantação da linha telegráfica. O projeto é suspenso em fins de 1885
- Em 1890 surge novo projeto que ligaria São José ao Rio Paraná, passando por Blumenau e Curitibanos, com ramais para São Francisco do Sul e Passo Fundo. Emil ficaria responsável pelo trecho da Serra da Itoupava ao Vale do Itapocu
- Foi consultado também sobre a construção da Estrada de Ferro Chopim, que ligaria Itajaí a fronteira argentina, de São José até Lages, de Brusque até Itajaí e de Porto Belo até a Colônia Militar de Santa Teresa

## Últimos anos

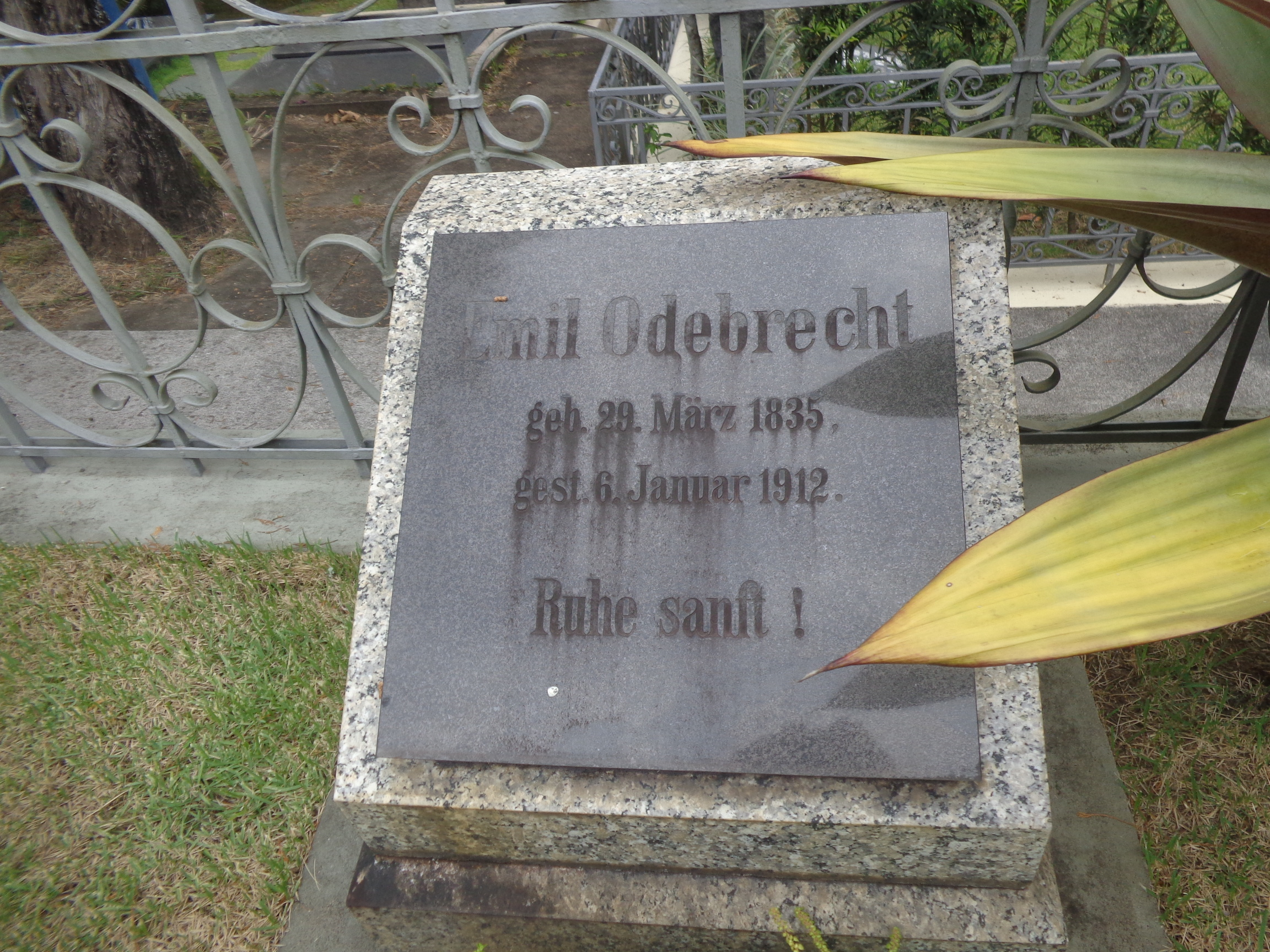
Sepultura Emil Odebrecht, Cemitério Evangélico Blumenau Centro

- Com o Eng. Krohberger define em 1896 o local da 1° ponte sobre o Rio Itajaí, a ponte do Salto,
- Em 07.11.1897 acompanhado de Alfred Sellin estabelece a sede da gleba da Colônia Hanseática, atualmente Ibirama e cidades vizinhas,
- Presidiu a comissão dos festejos dos 50 anos de fundação de Blumenau, que incluiu a definição da data de fundação, o monumento ao Dr. Blumenau e ponte sobre o Ribeirão Garcia,
- Define a hora certa em Blumenau em 1902, pois as 2 igrejas batiam os sinos em horários diferentes,
- Viaja com a filha Hedwig para a Alemanha em 1904 e reencontra seus irmãos Rudolph e Anna,
- Bertha falece em 10.04.1910 e Emil em 06.01.1912,
- O casal teve 15 filhos e 1.350 netos, bis, tri, tetra e pentanetos, que viveram ou vivem atualmente no Brasil, Alemanha, Estados Unidos, Suíça, França, Áustria, Dinamarca, Suécia, Canadá, Portugal, Itália, Chile, Irlanda, Espanha e Nova Zelândia.

## Encontro da Família Odebrecht - 150 anos no Brasil
Nos dias 2 a 5 de novembro de 2006, a grande Família Odebrecht comemorou os 150 anos da imigração do seu patriarca, que culminou com a realização do Encontro da Família em Blumenau, com a presença de mais de 300 descendentes, ocasião para a qual foram organizados diversos eventos:
- Lançamento do livro “Cartas de Família – Ensaio Biográfico de Emil Odebrecht”, escrito pelos netos casal Rolf e Renate S. Odebrecht, 576 páginas, formato 28 x 31 cm, ilustrado com fotos e mapas das expedições do engenheiro pomerano-blumenauense;
- Almoço, café colonial e teatro sobre a vida de Emil Odebrecht no Bela Vista Country Club;
- Lançamento de selo e carimbo comemorativo pela Empresa Brasileira de Correios e Telégrafos alusivo ao evento, no dia 2 de novembro, no Teatro Carlos Gomes;
- Descerramento do grande e vistoso painel com a árvore genealógica, trabalho exaustivo e meticuloso dos bisnetos casal Celso/Sonia Baier Gauche;
- exposição com fotos e objetos antigos da família aberta à visitação pública no Teatro Carlos Gomes, de 3 a 5 de novembro;
- Colocação de um marco de granito no Arboreto plantado por Emil com um texto gravado expressando a gratidão dos seus descendentes;
- Culto memorial celebrado na Igreja Evangélica Luterana – Centro, e colocação de coroas de flores no seu túmulo, no Cemitério Evangélico que fica perto da igreja;
- Visitação ao arboreto que contém árvores exóticas e nativas plantadas por Emil, possivelmente na década de 1870, localizado nos fundos do Terminal Rodoviário Urbano da Fonte;
- Doação de três obras da artista Sônia Baier Gauche, bisneta do imigrante Odebrecht, para a Fundação de Cultura, para o Museu de Arte de Blumenau e para o prefeito João Paulo Kleinübing;
- Circuito Turístico pelo Vale do Itajaí e por Blumenau, dando ênfase aos locais onde viveram os antepassados;
- E como programa final, um jantar com pratos típicos germânicos e uma Mini-Oktoberfest no Tabajara Tênis Clube, onde reinou um muito especial espírito festivo entre os familiares, encerrando assim o evento comemorativo dos 150 anos da Família Odebrecht no Brasil.